# FC Iberia 1999
Maillots
Le FC Iberia 1999 (jusqu'en 2024 FC Saburtalo), est un club géorgien de football fondé en 1999 et basé à Tbilissi, la capitale du pays.

## Histoire
Le FC Saburtalo Tbilissi est fondé le 20 août 1999. Il est principalement un club formateur, axé sur ses équipes de jeunes.
Son équipe première connaît sa première saison en première division lors de la saison 2015-2016. Cette même saison voit la première apparition du club en UEFA Youth League.
Le club est sacré champion de Géorgie en 2018. Il remporte par la suite la coupe nationale par deux fois en 2019 et 2021 ainsi que la Supercoupe de Géorgie en 2020.
Le 27 février 2024, le club est renommé FC Iberia 1999,. Le club est de nouveau sacré champion de Géorgie en 2024.

## Bilan sportif

### Palmarès
| \| - Championnat de Géorgie (2) : - Champion : 2018 et 2024. - Coupe de Géorgie (3) : - Vainqueur : 2019, 2021 et 2023. \| \| - Supercoupe de Géorgie (1) : - Vainqueur: 2020. - Finaliste : 2019 et 2022. \| |  |                                                                              |
| - Championnat de Géorgie (2) : - Champion : 2018 et 2024. - Coupe de Géorgie (3) : - Vainqueur : 2019, 2021 et 2023.                                                                                          |  | - Supercoupe de Géorgie (1) : - Vainqueur: 2020. - Finaliste : 2019 et 2022. |

### Bilan par saison
| Saison    | Championnat | Championnat | Championnat | Championnat | Championnat | Championnat | Championnat | Championnat | Championnat | Championnat | Coupe de Géorgie    |
| Saison    | Division    | Pos         | Pts         | J           | V           | N           | D           | BP          | BC          | Diff        | Coupe de Géorgie    |
| --------- | ----------- | ----------- | ----------- | ----------- | ----------- | ----------- | ----------- | ----------- | ----------- | ----------- | ------------------- |
| 2013-2014 | 2e          | 8e          | 32          | 26          | 9           | 5           | 12          | 38          | 34          | +4          | —                   |
| 2014-2015 | 2e          | 1er         | 82          | 36          | 28          | 3           | 5           | 92          | 25          | +67         | Premier tour        |
| 2015-2016 | 1re         | 8e          | 39          | 30          | 11          | 6           | 13          | 47          | 61          | -14         | Premier tour        |
| 2016      | 1re         | 3e          | 19          | 12          | 5           | 4           | 3           | 17          | 12          | +5          | Premier tour        |
| 2017      | 1re         | 4e          | 60          | 36          | 18          | 6           | 12          | 61          | 42          | +19         | Seizièmes de finale |
| 2018      | 1re         | 1er         | 79          | 36          | 24          | 7           | 5           | 64          | 29          | +35         | Seizièmes de finale |
| 2019      | 1re         | 3e          | 70          | 36          | 21          | 7           | 8           | 67          | 36          | +31         | Vainqueur           |
| 2020      | 1re         | 5e          | 27          | 18          | 7           | 6           | 5           | 28          | 21          | +7          | Demi-finales        |
| 2021      | 1re         | 4e          | 57          | 36          | 15          | 12          | 9           | 52          | 40          | +12         | Vainqueur           |
| 2022      | 1re         | 6e          | 47          | 36          | 13          | 8           | 15          | 51          | 49          | +2          | Demi-finales        |
| 2023      | 1re         | 6e          | 51          | 36          | 14          | 9           | 13          | 58          | 49          | +9          | Vainqueur           |

Légende
- Vainqueur de la compétition
- Vice-champion ou finaliste de la compétition
- Troisième de la compétition
- Promotion en division supérieure
- Relégation en division inférieure

### Bilan européen
Note : dans les résultats ci-dessous, le score du club est toujours donné en premier
| Saison    | Compétition             | Tour             | Club                | Domicile | Extérieur | Total             |
| --------- | ----------------------- | ---------------- | ------------------- | -------- | --------- | ----------------- |
| 2019-2020 | Ligue des champions     | Premier tour Q   | Sheriff Tiraspol    | 1 - 3    | 3 - 0     | 4 - 3             |
| 2019-2020 | Ligue des champions     | Deuxième tour Q  | Dinamo Zagreb       | 0 - 2    | 0 - 2     | 0 - 5             |
| 2019-2020 | Ligue Europa            | Troisième tour Q | Ararat-Armenia      | 0 - 2    | 2 - 1     | 2 - 3             |
| 2020-2021 | Ligue Europa            | Premier tour Q   | Apollon Limassol    | N/A      | 1 - 5     | 1 - 5             |
| 2022-2023 | Ligue Europa Conférence | Premier tour Q   | Partizani Tirana    | 0 - 1    | 1 - 0 ap  | 1 - 1 (5 - 4 tab) |
| 2022-2023 | Ligue Europa Conférence | Deuxième tour Q  | FCSB                | 1 - 0    | 2 - 4     | 3 - 4             |
| 2024-2025 | Ligue Conférence        | Deuxième tour Q  | Partizani Tirana    | 2 - 0    | 0 - 0     | 2 - 0             |
| 2024-2025 | Ligue Conférence        | Troisième tour Q | İstanbul Başakşehir | 0 - 1    | 0 - 2     | 0 - 3             |
| 2025-2026 | Ligue des champions     | Premier tour Q   | Malmö FF            | 1 - 3    | 1 - 3     | 2 - 6             |
| 2025-2026 | Ligue Conférence        | Deuxième tour Q  | Levadia Tallinn     | 2 - 2 ap | 0 - 1     | 2 - 3             |

Légende
- Victoire ou qualification pour le tour suivant
- Match nul
- Défaite ou élimination de la compétition

## Personnalités du club

### Présidents
- Tariel Khechikaschvili

### Entraîneurs
- Giorgi Chiabrichvili

## Historique du logo

Ancien logo.
Logo depuis 2021.